# Rezerwat przyrody Molenda
Rezerwat przyrody Molenda – leśny rezerwat przyrody w gminie Tuszyn, w powiecie łódzkim wschodnim, w województwie łódzkim. Położony jest w kompleksie leśnym na północny zachód od Tuszyna, po zachodniej stronie drogi z Łodzi do Tuszyna (droga krajowa nr 91). Znajduje się na terenie Nadleśnictwa Kolumna, obręb Rydzyny, leśnictwo Tuszyn (dawniej leśnictwo Molenda), w miejscowości Rydzynki.

## Podstawa i przedmiot ochrony
Utworzony został 14 września 1959 roku w celu zachowania fragmentu pierwotnego lasu mieszanego (dawnej Puszczy Łódzkiej) z jodłą, bukiem i świerkiem, występującymi na granicy swojego naturalnego zasięgu. Na terenie rezerwatu występują okazałe, ponad 150-letnie jodły, dęby i sosny. Powierzchnia rezerwatu wynosi 147,12 ha (akt powołujący podawał 143,00 ha). Według obowiązującego planu ochrony ustanowionego w 2013 roku (zmienionego w 2015), obszar rezerwatu objęty jest ochroną czynną.

## Przyroda
Dominującym zbiorowiskiem jest grąd subkontynentalny (około 80% powierzchni rezerwatu). W drzewostanie dominuje dąb, rzadziej sosna, a w domieszce występują: jodła, grab, buk i brzoza, rzadziej świerk, modrzew i lipa. Wiele drzew osiąga  imponujące rozmiary; wyróżniają się jodły przekraczające 40 m wysokości. 
W typowym dla grądów runie występuje ponad 100 gatunków zielnych roślin naczyniowych, w tym gatunki chronione: lilia złotogłów, widłak jałowcowaty, widłak goździsty, wawrzynek wilczełyko, miodownik melisowaty i gnieźnik leśny.
W bogatym poszyciu znajduje się lilia złotogłów, rosiczka, widlak, wilczełyko.

## Turystyka
Rezerwat jest udostępniony dla ruchu turystycznego. Przez jego teren wiedzie  czerwony pieszy „Szlak okolic Łodzi” (odcinek Tuszyn – Pabianice o długości 20 km), zaś południowym obrzeżem ścieżka rowerowa im. Józefa Domowicza. Ponadto wyznaczono w nim szlak pieszy do celów edukacji przyrodniczo-leśnej.

## Galeria

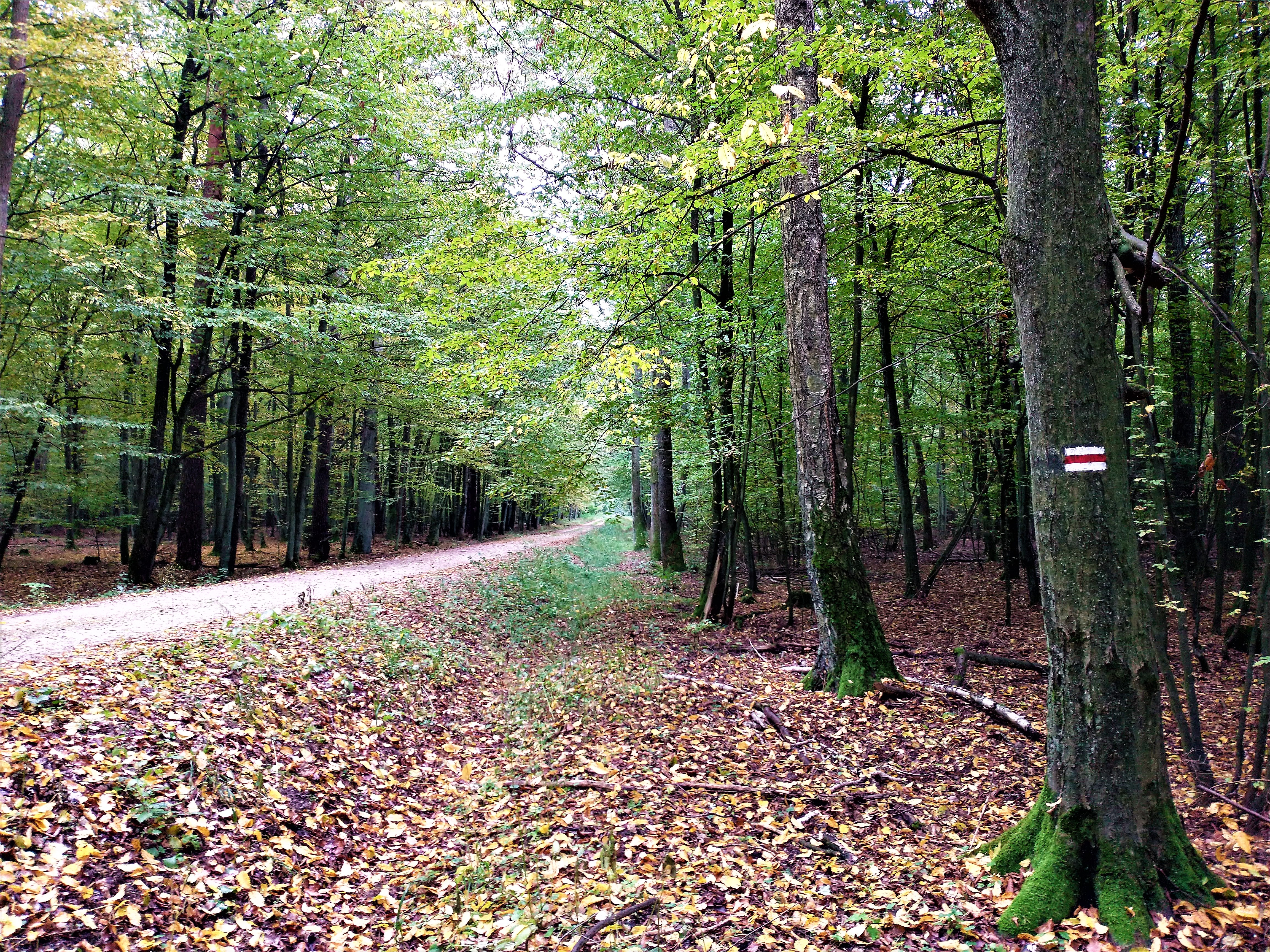
Szlak czerwony na terenie rezerwatu
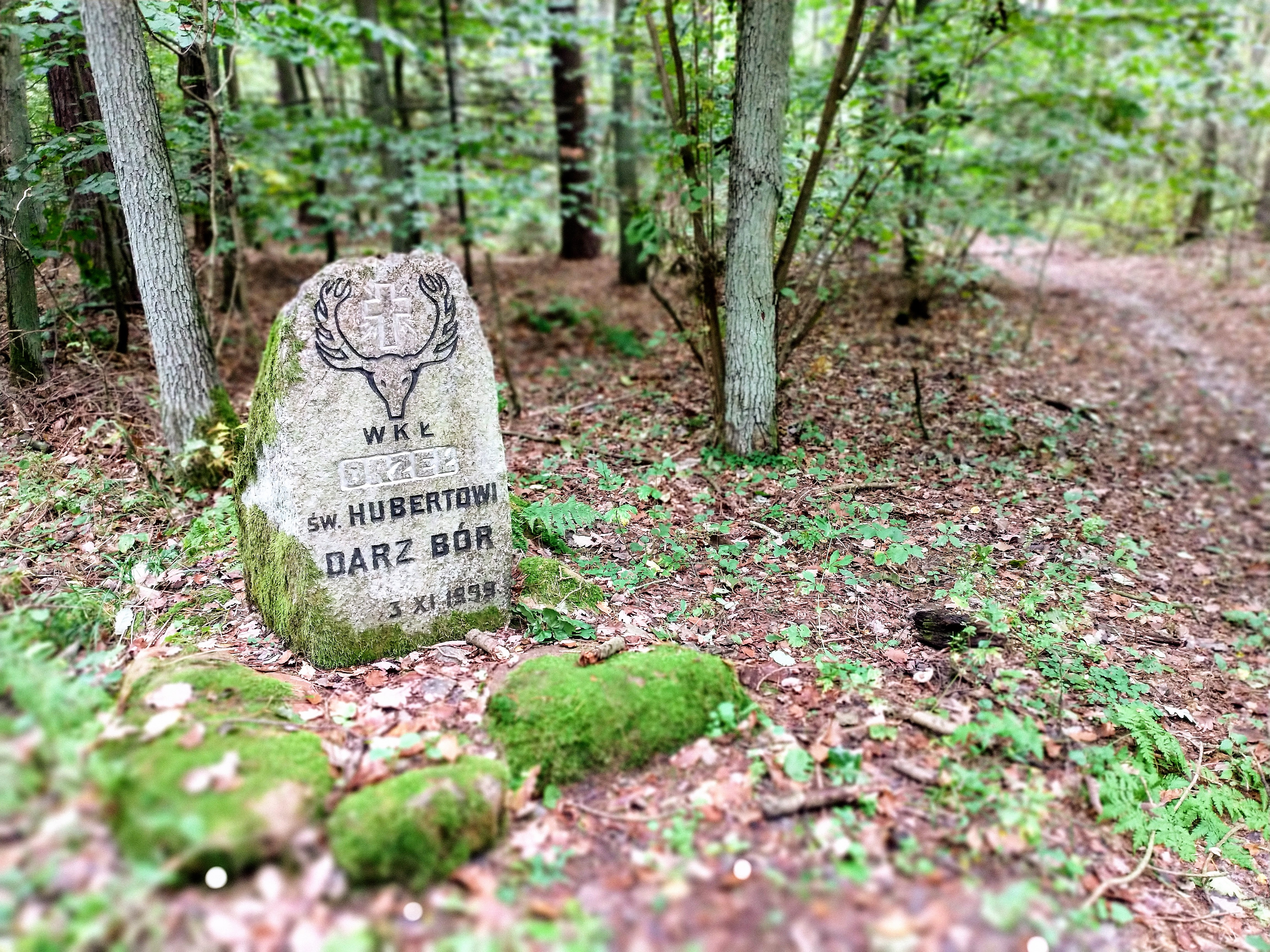
Pomnik św. Huberta
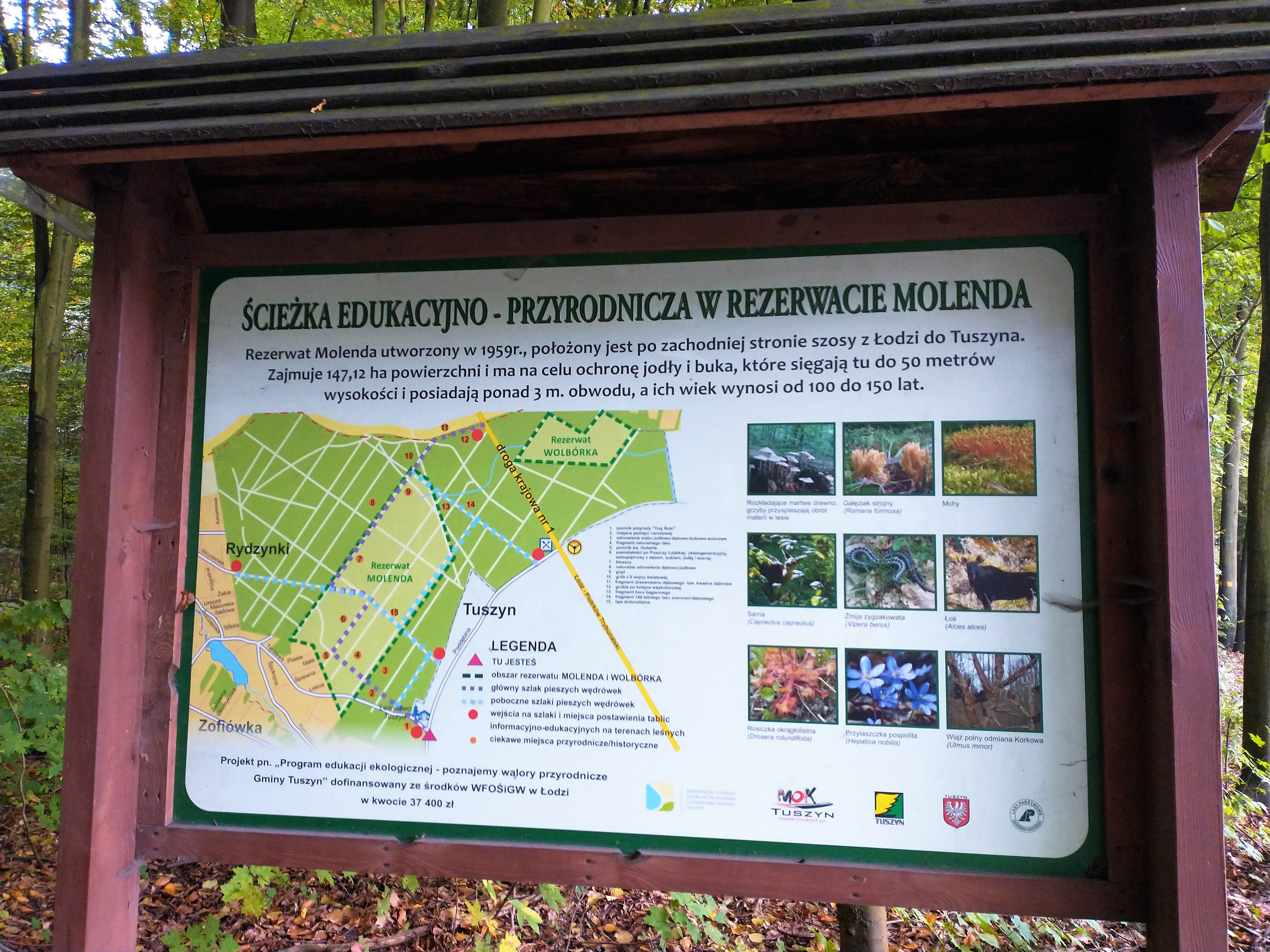
Tablica z mapą ścieżki edukacyjnej